# 小野塚渉悟
小野塚 渉悟（おのづか しょうご、1994年11月11日 -）は、日本の俳優である。

## 人物
大学卒業後、番組制作会社でADとして3年勤務。ナカイの窓、マツコ会議などを担当。その後、俳優に転向。

## 出演

### 舞台
- TOKYO笹塚ボーイズ『死んだあとにあげる花束よりも、生きているあなたに花束を。』（2021年7月）
- ミュージカル「マギ ー迷宮組曲ー」（2022年6月3日 - 12日、天王洲 銀河劇場 / 6月18日・19日、森ノ宮ピロティホール） - ゴルタス 役、呂斎 役
- 除け者（ノケモノ）は世の毒を噛み込む。（2024年5月9日 - 19日、新宿シアタートップス）[2]
- キ上の空論 獣三作 三作め「緑園にて祈るその子が獣」（2024年9月11日 - 16日、本多劇場）[3]

### 映画
- 母の目に映る（2021年） - 野中シン 役
- 拾われた男（2022年）第2話 - ダンサー 役
- 朝がくるとむなしくなる（2022年）
- OUT（2023年）
- ザ・ゲスイドウズ（2025年）[4]

### ドラマ
- Ella projectドラマシリーズ「東京彼女」7月号「きって、つなげる」
- サンクチュアリ-聖域- - チンピラたち 役
- キャスター 第4話（2025年5月4日、TBS） - 斉藤剛 役[5]
- Dr.アシュラ 第5話（2025年5月14日、フジテレビ） - 患者 役[6]

### ミュージックビデオ
- BiSH『ぴょ』

### WEB CM
- YKK BRANDED MOVIE -DO YOU HAVE YKK?-篇
- コロプラ 白猫ゴルフ
  - 「教えたくない人」篇 - AD 役
  - 「賞金10万円の歌」篇 - AD 役